# بوستون هاربور (واشینگتن)
بوستون هاربور (به انگلیسی: Boston Harbor) یک منطقهٔ مسکونی در ایالات متحده آمریکا است که در شهرستان تورستن، واشینگتن واقع شده‌است.